# Polarymetr półcieniowy

Rys. 1: Schemat polarymetru półcieniowego Laurenta
S - źródło światła,
F - filtr monochromatyczny,
K - kolimator,
P - polaryzator,
SA - kuweta z substancją aktywną optycznie,
A - analizator.

Rys. 2: Obraz z polarymetru półcieniowego

Polarymetr półcieniowy – rodzaj polarymetru umożliwiający precyzyjny pomiar kąta skręcenia płaszczyzny polaryzacji światła skonstruowany przez Leona Laurenta. W zwykłym polarymetrze kąt, pod którym następuje wygaszenie światła, oceniany jest subiektywnie, jako ten kąt ustawienia polaryzatora, przy którym obraz jest najciemniejszy. W polaryzatorze półcieniowym porównywane są różne obszary obrazu. Kąt odczytuje się, gdy zanika granica między obszarami.
W półcieniowym polaryzatorze Laurenta na części analizatora umieszczona jest półfalówka, która dodatkowo skręca płaszczyznę polaryzacji światła spolaryzowanego przez polaryzator. W efekcie, za analizatorem obserwator widzi obraz pokazany na rys. 2, gdzie niebieski wektor wskazuje kierunek polaryzacji światła przechodzącego przez polaryzator, a czerwony wektor światła, które przeszło przez płytkę półfalową. Oba te wektory dotyczą światła, którego płaszczyznę polaryzacji skręciła substancja aktywna optycznie w kuwecie. Żółtym kolorem został zilustrowany kierunek ustawienia analizatora. Z rysunku widać, że najprecyzyjniej można ustawić pozycję polaryzatora w sytuacji końcowej. Jako położenie odniesienia mogłaby służyć też pozycja druga, gdy połówki są tak samo jasne, ale jak wynika z prawa Webera-Fechnera, trudno jest ocenić małą zmianę jasności przy dużej jasności całego obrazu.
Używane są również inne typy polarymetrów półcieniowych, np. polarymetr Lippicha, w którym zamiast płytki półfalowej użyty jest pryzmat Nicola.